# London (Kentucky)
London ist eine Stadt im Bundesstaat Kentucky in den Vereinigten Staaten und der Verwaltungssitz (County Seat) des Laurel County. Das U.S. Census Bureau ermittelte bei der Volkszählung 2020 eine Einwohnerzahl von 7572.

## Geschichte
Nach der Gründung von Laurel County im Jahr 1825 wurde eine Abstimmung über den Verwaltungssitz des neuen Gebiets abgehalten. Das von John und Jarvis Jackson angebotene Land wurde ausgewählt, zusammen mit dem von ihnen vorgeschlagenen Namen London nach der englischen Hauptstadt London, um ihr englisches Erbe zu ehren. Die Gemeinde wurde im nächsten Jahr gegründet, das Postamt 1831 eingerichtet und die Stadtrechte 1836 verliehen.

## Demografie
Nach der Schätzung von 2019 leben in London 8068 Menschen. Die Bevölkerung teilte sich auf in 93,2 % Weiße, 1,7 % Afroamerikaner, 0,4 % amerikanische Ureinwohner, 2,0 % Asiaten und 2,2 % mit zwei oder mehr Ethnizitäten. Hispanics oder Latinos aller Ethnien machten 1,0 % der Bevölkerung aus. Das mittlere Haushaltseinkommen lag bei 37.175 US-Dollar und die Armutsquote bei 26,4 %.

## Kultur
In London findet das jährliche World Chicken Festival statt, das das Leben von Colonel Sanders feiert und die größte Bratpfanne der Welt enthält.

## Persönlichkeiten
- Reed Sheppard (* 2004), Basketballspieler